# Känsel

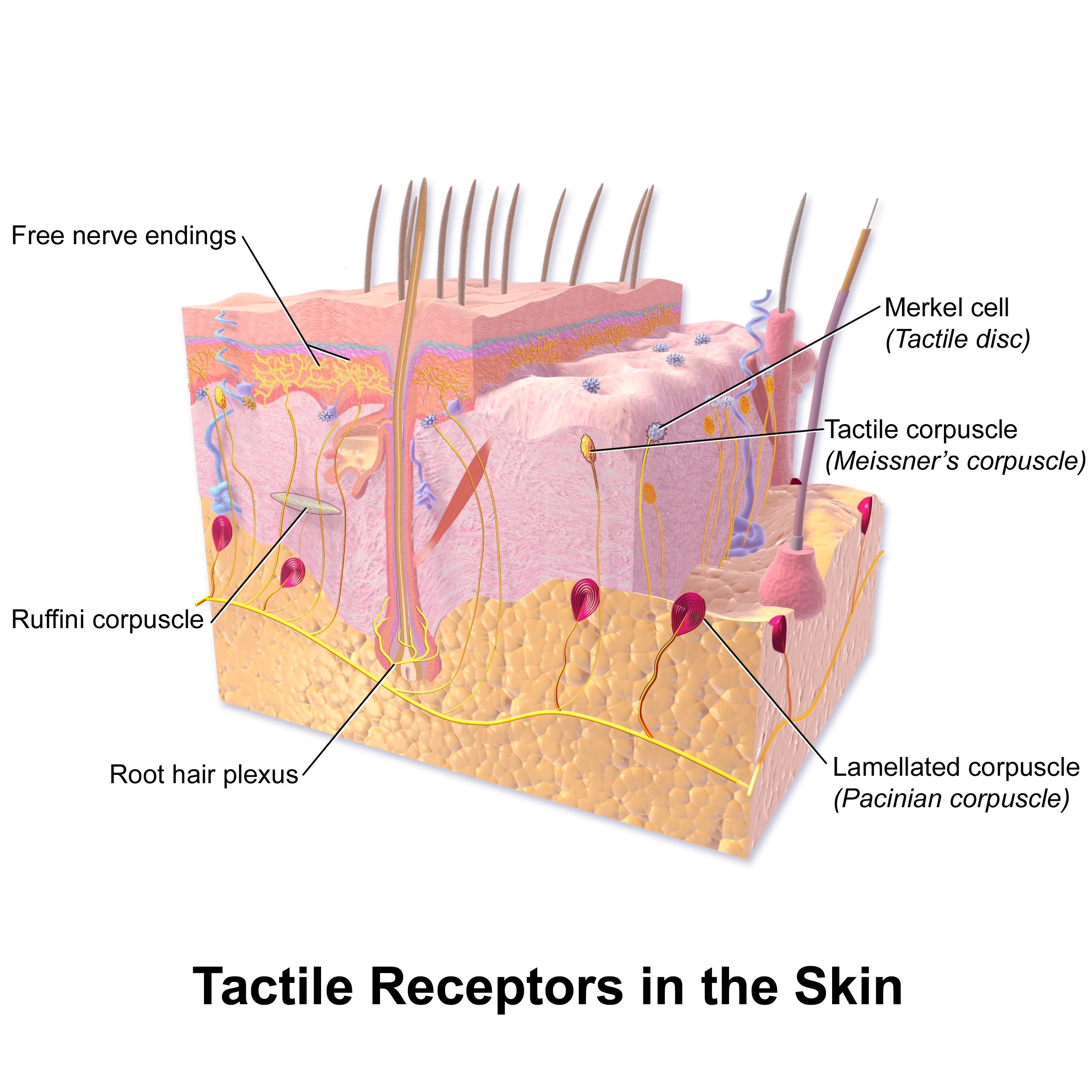
Känselreceptorer i huden

Känsel eller det somatosensoriska systemet är ett sensoriskt system som detekterar impulser som brukar benämnas känsel eller tryck, temperatur (varmt eller kallt), smärta (inklusive kliande och kittlande känslor) liksom proprioception vilket är musklernas läge vilket hjälper till att bedöma rumsuppfattningen.
Känsel räknas som ett av de klassiska fem sinnena men är inte ett entydigt begrepp. När man talar om känsel så innefattar det både beröring, tryck och temperatur samt smärta vilket innebär att känsel är ett samlingsuttryck för många sinnen. I dagligt tal menar man hudsinnet[källa behövs].
Känselintrycken registreras av känselkroppar i huden, musklerna, lederna, senorna samt i de inre organen och förs vidare till hjärnan genom nervsystemet. Smärta registreras av så kallade fria nervändar (vilket sedan 2019 inte stämmer riktigt, se nedan). Känselkropparnas antal och därmed känsligheten varierar mycket över kroppen. Fingertopparna är exempel på känsliga områden medan ryggen har relativt glest mellan känselkropparna. Varje känselkropp registrerar endast ett slags känselintryck men hjärnan tar emot impulserna genom samma nervbana.
Känselintrycken brukar delas in i fyra undergrupper som exciterar olika typer av receptorer
- Taktil känsel (känner vibrationer, texturer, tryck etc)
- smärta
- kyla
- värme

## Fria nervändar
- Fria nervändar - Temperatur, Smärta

## Känselkroppar (inkapslade nervändar)
- Hårsäckar - lätt beröring av hårstrån
- Pacinikropp - tryckförändring
- Meissnerkropp - tryckförändring
- Merkelcell - ihållande tryck
- Ruffinikropp - ihållande tryck

## Sensoriskt organ
- Sensoriskt vävliknande organ av Schwannceller i huden (mellan epidermis och dermis) - Termal (temperatur) och mekanisk smärta (till exempel stick och slag)[1][2]